# San Patricio (Texas)
San Patricio é uma cidade localizada no estado norte-americano do Texas, no Condado de Nueces e Condado de San Patricio.

## Demografia
Segundo o censo norte-americano de 2000, a sua população era de 318 habitantes.
Em 2006, foi estimada uma população de 310, um decréscimo de 8 (-2.5%).

## Geografia
De acordo com o United States Census Bureau tem uma área de
10,1 km², dos quais 10,0 km² cobertos por terra e 0,1 km² cobertos por água.

## Localidades na vizinhança
O diagrama seguinte representa as localidades num raio de 16 km ao redor de San Patricio.